# Rudník (Trutnov)
Rudník é uma comuna checa localizada na região de Hradec Králové, distrito de Trutnov‎.